# جون هاركز
جون هاركز (بالإنجليزية: John Harkes)‏ (مواليد 8 مارس 1967) هو لاعب كرة قدم. يلعب مع منتخب الولايات المتحدة الأمريكية لكرة القدم. سبق له أن لعب في كأس العالم لكرة القدم مع منتخب بلاده.

## روابط خارجية
- جون هاركز على موقع الاتحاد الدولي (مؤرشف)  (الإنجليزية)
- جون هاركز على موقع الدوري الأمريكي (الإنجليزية)
- جون هاركز على موقع قاعدة بيانات كرة القدم.إي يو (الإنجليزية)
- جون هاركز على موقع ناشيونال فوتبول تيمز (الإنجليزية)
- جون هاركز على موقع Soccerway.com (الإنجليزية)
- جون هاركز على موقع عالم كرة القدم.نت (الإنجليزية)
- جون هاركز على موقع أوليمبيديا (الإنجليزية)